# Кукурник, Нина Григорьевна
Нина Григорьевна Кукурник (5 августа 1925, село Новосевастополь, теперь Березнеговатского района Николаевской области — ?)  — украинская советская деятельница, доярка колхоза «Прогресс» Березнеговатского района Николаевской области. Депутат Верховного Совета СССР 6-7-го созывов.

## Биография
Родилась в бедной крестьянской семье. Образование неполное среднее.
С 1944 года — доярка колхоза «XX-летию Октября» (затем — «Прогресс») села Новосевастополь Березнеговатского района Николаевской области. Ударница коммунистического труда.
Потом — на пенсии в городе Николаеве Николаевской области.

## Награды
- орден Ленина
- орден Октябрьской Революции
- орден Трудового Красного Знамени
- медаль «За трудовое отличие»
- медаль «За доблестный труд в Великой Отечественной войне 1941—1945 гг.»
- медали